# Bataille de Prairie du Chien
Pour les articles homonymes, voir Prairie du Chien.
Guerre de 1812
Batailles
- Bataille de l'île Mackinac (1812)
- Bataille de Fort Dearborn
- Bataille de Détroit
- Campagne du Niagara
- Bataille du moulin de Lacolle (1812)

- Bataille de Frenchtown
- Combat de la Shannon et de la Chesapeake
- Bataille de York
- Bataille de la rivière Thames
- Guerre Creek
- Bataille de la Châteauguay
- Bataille de la ferme Crysler

- Bataille de l'île Mackinac (1814)
- Incendie de Washington
- Bataille de Prairie du Chien
- Bataille de Baltimore

- Bataille de La Nouvelle-Orléans

La bataille de Prairie du Chien est une bataille de la guerre anglo-américaine de 1812 qui se déroule à Prairie du Chien dans le Wisconsin du 17 au 20 juillet 1814. Elle se solde par une victoire britannique sur les troupes des États-Unis. Pendant cette guerre, Prairie du Chien était une localité de la frontier dont les résidents étaient divisés, entre ceux loyaux à la cause des États-Unis ou à celle des Britanniques. Vers 1814, les deux nations souhaitent contrôler ce site, à cause de son importance pour le commerce des fourrures et sa position stratégique au confluent du Mississippi et de la voie navigable Fox-Wisconsin, qui relie le Mississippi aux Grands Lacs.

## Contexte
Bien que Prairie du Chien fasse partie des États-Unis depuis le traité de Paris signé en 1783, les Américains ne font que peu d'efforts pour maintenir une présence militaire significative dans les colonies de l'Ouest sur la frontier. Ce qui fait que cette région restera sous influence britannique jusqu'au XIXe siècle. En pleine guerre, au printemps de 1814, les Américains décident enfin de sécuriser le passage stratégique de Prairie du Chien, réalisant que s'il tombe aux mains des Britanniques, il n'y aura aucun obstacle pour qu'ils lancent une attaque contre Saint-Louis. William Clark, le gouverneur du territoire du Missouri, organise une force de 61 soldats du 7th Infantry sous le commandement du major Zachary Taylor, et de 140 volontaires qui se joignent à cette force sous le commandement de Frederick Yeizer et John Sullivan, ils se sont engagés à servir pendant 60 jours. Peu après le rassemblement de cette troupe, Taylor la quitte pour des raisons personnelles. Il est remplacé par le lieutenant Joseph Perkins du 24th Infantry qui prend le commandement. Le 1er mai, la troupe fait route vers Prairie du Chien sur le Mississippi.
La nouvelle de l'avance américaine atteint les forces britanniques stationnées à Fort Mackinac sur l'île Mackinac dans le Michigan. Le commandant britannique Robert McDouall (en) ne désire pas voir les Américains prendre pied dans le nord-ouest, craignant que cela ne désorganise le commerce de fourrures britannique et que cela ne nuise aux alliances avec les tribus amérindiennes de la région. Pour répondre à la menace américaine, les Britanniques organisent une milice conduite par Joseph Rolette, Thomas G. Anderson, et Pierre Grignon. Elle est envoyée en compagnie de troupes régulières britanniques, un détachement des Michigan Fencibles et plusieurs centaines de guerriers dakotas, winnebagos, et mesquakies pour affronter les Américains à Prairie du Chien. Le lieutenant-colonel William McKay (en) est aux commandes d'une force estimée à 600 hommes.
Pendant ce temps, les forces américaines emmenées par le gouverneur Clark et Joseph Perkins arrivent à Prairie du Chien. Ils atteignent le village le 2 juin, et commencent la construction d'un fort sur un gros tertre au nord du village, le 6 juin. Le fort sera nommé Fort Shelby en l'honneur du gouverneur du Kentucky Isaac Shelby. Voyant que la construction du petit fort en bois avance, le gouverneur Clark repart pour Saint-Louis le 7 juin. Les travaux du fort progressent remarquablement et bien que ses défenses ne soient pas achevées, ses baraquements sont occupés dès le 19 juin. À ce moment, les 60 jours de service des volontaires de Yeizer et Sullivan arrivent à leur terme. La plupart des hommes s'en retournent donc chez eux avec Sullivan, bien qu'Yeizer et quelques hommes acceptent de rester sur la canonnière Governor Clark, un vaisseau en bois de 14 canons ancré sur le Mississippi à proximité de Fort Shelby.

## Bataille
Le 17 juillet, les troupes britanniques arrivent à Prairie du Chien. À la fin de la matinée, Thomas G. Anderson s'approche de Fort Shelby pour remettre une note au commandant du fort, Joseph Perkins, lui demandant de se rendre sans condition. Perkins refuse et se prépare à défendre le fort. La bataille commence en début d'après-midi lorsque les Britanniques ouvrent le feu avec leurs canons de campagne. Maintenant leur feu initial sur le fort, les forces britanniques endommagent également une canonnière et la forcent à battre en retraite en aval du fleuve.
La canonnière partie, les Britanniques concentrent leur feu sur Fort Shelby, mais les canons anglais se montrent peu efficaces. Les adversaires échangent un feu nourri jusqu'au lendemain, mais sans que cela n'affecte l'un ou l'autre camp. Cependant au bout du troisième jour, les défenseurs du fort sont pratiquement à court de munitions. Plus inquiétant, le puits du fort est à sec, afin d'augmenter sa capacité on a tenté de le creuser plus profondément, mais il s'est effondré. Pendant ce temps, le commandant britannique, le colonel McKay, exaspéré par cette résistance fait tirer à boulets rouges sur le fort afin de le réduire en cendres. Le lieutenant Perkins accepte alors de se rendre si les Britanniques garantissent la vie sauve à ses hommes. McKay accepte mais demande à Perkins de retarder sa reddition jusqu'au jour suivant afin de lui permettre de s'assurer que les forces amérindiennes qui l'accompagnent ne s'en prendront pas aux Américains.
Le 20 juillet, les Américains se rendent officiellement et quittent le fort. Selon les termes de la capitulation, les Britanniques prennent le contrôle du fort, des armes, munitions et provisions des Américains alors que les troupes américaines sont autorisées à rentrer à Saint-Louis. La bataille de Prairie du Chien ne fit aucun mort mais uniquement quelques blessés dans les deux camps.